# Mošeja Badšahi
Mošeja Badšahi (pandžabsko بادشاہی مسیت‎, latinizirano: Bādśā’ī Masīt; urdujsko بادشاہی مسجد‎, latinizirano: Bādśāhī Masjid) je cesarska mošeja iz mogulskega obdobja, ki stoji v Lahoreju v Pandžabu, Pakistan. Zgrajena je bila med letoma 1671 in 1673 med vladavino Aurangzeba, nasproti trdnjave Lahore na severnem obrobju zgodovinskega obzidanega mesta. Na splošno velja za eno najbolj ikoničnih znamenitosti Pandžaba.
Mošejo Badšahi je med letoma 1671 in 1673 zgradil mogulski cesar Aurangzeb. Mošeja je pomemben primer mogulske arhitekture z zunanjostjo, ki je okrašena z izrezljanim rdečim peščenjakom z marmornim vložkom. Ostaja največja mošeja mogulske dobe in je tretja največja mošeja v Pakistanu. Leta 1799, med vladavino Randžita Singha iz imperija Sikhov, je bilo dvorišče mošeje uporabljeno kot hlev, njene hujre (celice) pa kot prostori za vojake. Ko je Britanski imperij leta 1846 prevzel nadzor nad Lahorejem, so jo do leta 1852 uporabljali kot garnizijo. Kasneje je bila ustanovljena uprava za mošejo Badšahi, da bi nadzorovala njeno obnovo kot bogoslužni kraj. Zdaj je ena najbolj ikoničnih znamenitosti Pakistana.

## Zgodovina
Šesti mogulski cesar Aurangzeb je izbral Lahore za mesto za svojo novo mošejo. Aurangzeb, za razliko od prejšnjih cesarjev, ni bil glavni pokrovitelj umetnosti in arhitekture, temveč se je večino svojega vladanja osredotočal na različna vojaška osvajanja, ki so širila Mogulsko cesarstvo. Mošeja je bila zgrajena v spomin na Aurangzebove vojaške pohode v južni Indiji, zlasti proti maratskemu cesarju Šivajiju. Kot simbol pomena mošeje je bila zgrajena neposredno nasproti trdnjave Lahore in njenih vrat Alamgiri, ki jih je zgradil Aurangzeb med gradnjo mošeje.
Mošeja je bila predana leta 1671, gradnjo pa je nadzoroval cesarjev brat in guverner Lahoreja, Muzaffar Hussein - znan tudi pod imenom Fidai Kan Koka. Po le dveh letih gradnje so leta 1673 odprli mošejo.

### Sikhovsko obdobje
7. julija 1799 je sikhsovka vojska Randžita Singha prevzela nadzor nad Lahorejem. Po zavzetju mesta je maharadža Randžit Singh njeno veliko dvorišče uporabil kot hlev za svoje vojaške konje, njenih 80 hudžr (majhnih študentskih sob, ki obkrožajo dvorišče) pa kot prostore za svoje vojake in kot skladišča za vojaško trgovino. Leta 1818 je zgradil marmorno stavbo v Hazuri Baghu, obrnjeno proti mošeji, znano kot Hazuri Bagh Baradari, ki jo je uporabljal kot svoj uradni kraljevi dvor. Marmorne plošče za baradarije so sikhi morda uplenili z drugih spomenikov v Lahoreju. Leta 1839, po njegovi smrti, je njegov sin in naslednik Kharak Singh začel graditi samadhi v njegov spomin na mestu ob mošeji.
Med prvo anglo-sikhsko vojno leta 1841 je sin Randžita Singha, Šer Singh, uporabil velike minarete mošeje za postavitev zamburah ali lahkih pušk, s katerimi so obstreljevali privržence Čanda Kaurja, ki so se zatekli v oblegano trdnjavo Lahore. V enem od teh bombardiranj je bila utrdba Divan-e-Aam (Dvorana javnega občinstva) uničena, a je bila nato v britanski dobi obnovljena. V tem času je Henri de La Rouche, francoski konjeniški častnik, zaposlen v vojski Šer Singha, prav tako uporabil predor, ki je povezoval mošejo Badšahi s trdnjavo Lahore, za začasno shranjevanje smodnika.

### Britanska vladavina
Leta 1849 so Britanci prevzeli nadzor nad Lahorejem od imperija Sikhov. Med Britanskim Rajem sta se mošeja in sosednja trdnjava še naprej uporabljali kot vojaška garnizija. Britanci so po indijskem uporu leta 1857 porušili 80 celic, vgrajenih v zidove, ki obdajajo njeno veliko dvorišče, da bi preprečili njihovo uporabo za protibritanske dejavnosti. Celice so nadomestile odprte arkade, znane kot dalani.
Zaradi naraščajočega nezadovoljstva muslimanov proti uporabi mošeje kot vojaške garnizije so Britanci s pomočjo kana Bahadurja Navaba Barkata Alija kana leta 1852 ustanovili upravo za mošejo Badšahi, da bi nadzirala obnovo in jo ponovno vzpostavila kot kraj versko bogoslužje. Od takrat naprej so se izvajala delna popravila pod nadzorom uprave mošeje Badšahi. Stavbo je muslimanski skupnosti uradno predal nazaj John Lawrence, ki je bil indijski podkralj. Stavba je bila nato ponovno vzpostavljena kot mošeja.
Aprila 1919, po pokolu v Amritsarju, se je mešana množica sikhov, hindujcev in muslimanov, ocenjenih na 25.000–35.000, zbrala na dvorišču mošeje v znak protesta. Gandhijev govor je na dogodku prebral Kalifa Šuja-ud-Din, ki je kasneje postal predsednik provincialne skupščine Pandžaba.
Obsežna popravila so se začela od leta 1939 naprej, ko je Sikandar Hajat Kan začel zbirati sredstva v ta namen. Prenovo je nadzoroval arhitekt Navab Alam Jar Džung Bahadur. Ker je bil Kan v veliki meri zaslužen za obsežno obnovo mošeje, je bil pokopan ob mošeji v Hazuri Baghu.

### Po osamosvojitvi
Obnovitvena dela, ki so se začela leta 1939, so se nadaljevala po osamosvojitvi Pakistana in so bila dokončana leta 1960 s skupnimi stroški 4,8 milijona rupij.
Ob drugem islamskem vrhu, ki je potekal v Lahoreju 22. februarja 1974, je devetintrideset voditeljev muslimanskih držav opravilo petkovo molitev v mošeji Badšahi, med drugim Zulfikar Ali Buto iz Pakistana, Fejsal iz Saudove Arabije in Moamer Gadafi, Jaser Arafat in Sabah III. Al-Salim Al-Sabah iz Kuvajta. Leta 1993 je bila mošeja Badšahi vključena na poskusni seznam Unescove svetovne dediščine. Leta 2000 je bil popravljen marmorni vložek v glavni molilnici. Leta 2008 so se začela nadomestna dela na ploščicah iz rdečega peščenjaka na velikem dvorišču mošeje z uporabo rdečega peščenjaka, uvoženega iz prvotnega mogulskega vira blizu Džaipurja v indijski zvezni državi Radžastan.

## Arhitektura
Lahore je imel kot prehod na zahod in zlasti v Perzijo močan regionalni slog, na katerega so močno vplivali perzijski arhitekturni slogi. Prejšnje mošeje, kot je mošeja Vazir Kana, so bile okrašene z zapletenimi kaši kari ali kašanskimi ploščicami, od katerih se je razlikovala mošeja Badšahi. Aurangzeb je izbral arhitekturni načrt, podoben tistemu, ki ga je izbral Šah Džahan za Petkovo mošejo v Delhiju, čeprav je zgradil mošejo Badšahi v veliko večjem obsegu. Obe mošeji imata rdeči peščenjak z vložkom iz belega marmorja, kar je odmik od tipične zasnove mošeje v Lahoreju, v kateri je dekoracija izvedena s pomočjo zapletenih ploščic.

### Vhod v kompleks
Vhod v kompleks mošeje je skozi dvonadstropno stavbo, zgrajeno iz rdečega peščenjaka, ki je lepo in dovršeno okrašena z okvirjem in izrezljanim opažem na vsaki od svojih fasad. Stavba ima muqarnas, arhitekturno posebnost z Bližnjega vzhoda, ki je bila prvič uvedena v mogulsko arhitekturo z gradnjo bližnje okrašene mošeje Vazir Kana.
Polno ime mošeje Masjid Abul Zafar Muhy-ud-Din Mohamed Alamgir Badšah Ghazi je napisano v intarziranem marmorju nad obokanim vhodom. Vrata mošeje so obrnjena proti vzhodu proti vratom Alamgiri v trdnjavi Lahore, ki jih je prav tako naročil Aurangzeb. Ogromen vhod in mošeja sta na podstavku, do katerega vodi 22 stopnic pri glavnih vratih mošeje. Sam prehod vsebuje več prostorov, ki niso dostopni javnosti.

### Dvorišče
Po prehodu skozi ogromna vrata se obsežno dvorišče, tlakovano s peščenjakom, razprostira na površini 84.125 kvadratnih metrov in lahko sprejme 100.000 vernikov, ko deluje kot idgah (ograjen prostor na prostem rezerviran za molitev). Dvorišče je zaprto z enoladijskimi arkadami.

### Molitvena dvorana
Glavna stavba na tem mestu je bila prav tako zgrajena iz rdečega peščenjaka in je okrašena z vložkom iz belega marmorja. Molilna dvorana ima osrednjo obokano nišo obdana s petimi nišami, ki so velike približno tretjino velikosti osrednje niše. Mošeja ima tri marmorne kupole, od katerih je največja v središču mošeje in jo obdajata dve manjši kupoli.
Notranjost in zunanjost mošeje sta okrašeni z dovršenim belim marmorjem, vklesanim s cvetličnim motivom, ki je skupen mogulski umetnosti. Rezbarije v mošeji Badšahi veljajo za edinstveno fino in neprekosljivo delo mogulske arhitekture. Komore na vsaki strani glavne dvorane vsebujejo sobe, ki so se uporabljale za verski pouk. Mošeja lahko sprejme 10.000 vernikov v molitveni dvorani.

### Minareti
Na vsakem od štirih vogalov mošeje so osmerokotni trinadstropni minareti iz rdečega peščenjaka, ki so visoki 60 m, z zunanjim obsegom 20 m in notranjim obsegom 2,6 m. Vsak minaret ima na vrhu marmorni nadstreškek. Glavna stavba mošeje ima tudi dodatne štiri manjše minarete na vsakem vogalu stavbe.

## Lokacija
Mošeja stoji v bližini obzidanega mesta Lahore v Pakistanu. Vhod v mošejo leži na zahodni strani pravokotnega Hazuri Bagha in je obrnjena proti znamenitim Alamgirijevim vratom trdnjave Lahore, ki je na vzhodni strani Hazuri Bagha. Mošeja je tudi poleg vrat Rošnai, enih od prvotnih trinajstih vrat Lahoreja, ki so na južni strani Hazuri Bagha.
Blizu vhoda v mošejo leži grobnica Mohameda Ikbala, pesnika, ki je v Pakistanu zelo cenjen kot ustanovitelj pakistanskega gibanja, ki je privedlo do ustanovitve Pakistana kot domovine za muslimane Britanske Indije. V bližini vhoda v mošejo je tudi grob sira Sikandar Hajat Kana, ki je zaslužen za pomembno vlogo pri ohranjanju in obnovi mošeje.